# Baichung Bhutia
Baichung Bhutia (Tinkitam,15 dezembro de 1976) é um  ex-futebolista indiano que atuava como atacante. Seu ultimo time foi o United Sikkim F.C. da Índia onde marcou 17 gols.

## Internacional
Baichung Bhutia foi o capitão e possui o recorde de jogos e de gols da Seleção Indiana de Futebol.